# Hamida Banu Begum

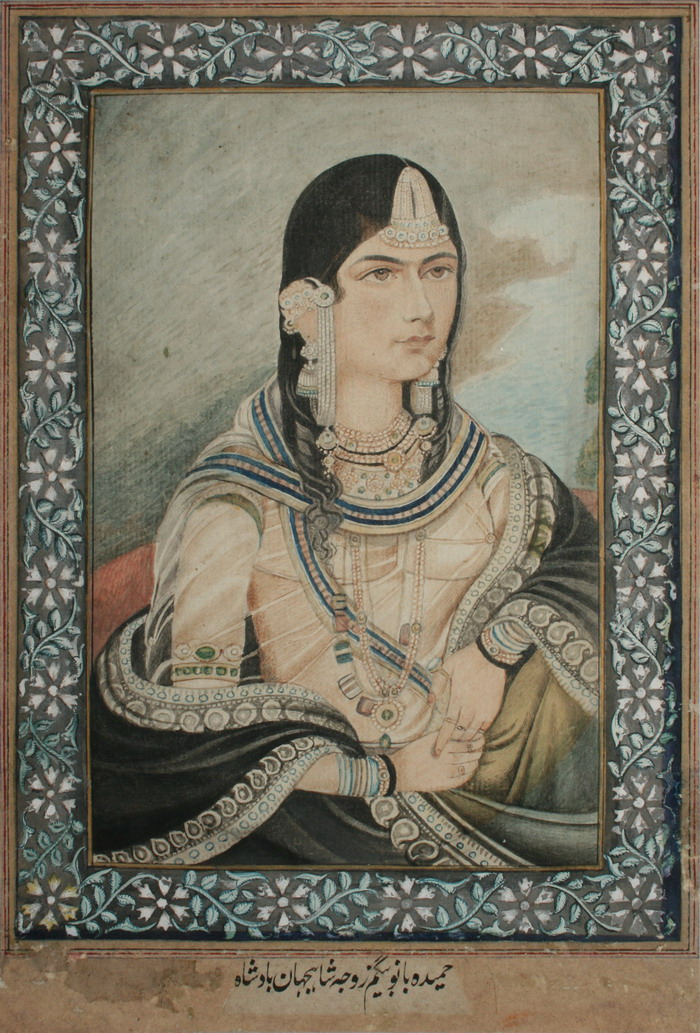
Hamida Banu Begum, waterverfportret, laat 19e eeuw, school van Lucknow. Ook contemporaine portretten van de vrouwen van Mogolkeizers zijn lastig identificeerbaar omdat de artiesten niet was toegestaan de vrouwen te zien. Het is daarom niet goed bekend hoe Hamida er in werkelijkheid uitzag.

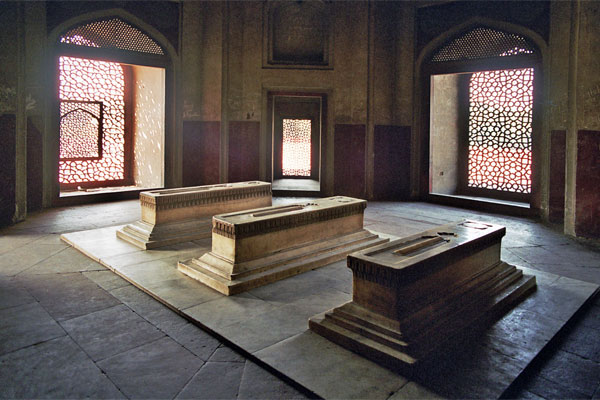
Graf van Hamida Banu Begum, naast dat van Dara Shikoh en andere leden van de Mogoldynastie binnenin Humayuns tombe.

Hamida Banu Begum (Kabul, 1527 - Agra, 29 augustus 1604) was de jongste vrouw van Mogolkeizer Humayun en de moeder van diens zoon en opvolger Akbar. Ze vergezelde haar man tijdens diens omzwervingen in ballingschap en liet in 1562 diens mausoleum bouwen in Delhi.

## Levensloop
Hamida Banu was de dochter van sheikh Ali Akbar Jam, een sjiitische Pers die aan het Mogolhof was aangesteld als leermeester voor prins Hindal, de jongere broer van Humayun. Hij was een afstammeling van de soefiheilige Ahmad-e Jami.
Toen Hamida in 1541 13 jaar was, bezocht ze in Alwar een banket, waar ze Humayun ontmoette. De 34 jaar oude Humayun had zijn rijk in het voorgaande jaar verloren aan de Afghaanse veldheer Sher Shah Suri en was in feite een vluchteling. Humayun achtervolgde het meisje daarna 40 dagen lang, maar ze weigerde hem weer te zien. Over deze aanvankelijke weigering liet ze later optekenen: "Ik besloot dat ik zeker iemand wilde trouwen. Maar hij zou een man zijn wiens kraag mijn hand kon aanraken, niet iemand wiens wapenrok te hoog is voor mijn hand."
Desondanks wist de stiefmoeder van Humayun haar te overtuigen tot een huwelijk, dat in september 1541 voltrokken werd in het plaatsje Paat (in Sindh). De bijgelovige keizer koos zelf de datum van het huwelijk na raadpleging van astrologen.
Hamida raakte zwanger in begin 1542. Desondanks vergezelde ze Humayun vervolgens op zijn gevaarlijke en moeizame vlucht door de Tharwoestijn. Op 22 augustus 1542 kwam Humayuns gezelschap aan in Umarkot, waar Hamida op 15 oktober haar zoon Akbar baarde. In 1543 trok het gezelschap rondom Humayun door de woestijn naar Kandahar, waar Akbar achterbleef als gijzelaar van Humayuns broer Askari. Daarna vluchtte Humayun naar Perzië, waar Hamida samen met haar echtgenoot een bedevaart bracht aan de tombe van haar voorouder Ahmed-i Jami. In 1544 baarde ze in Sabzawar, ten zuiden van Herat, een dochtertje. Pas toen de sjah van Iran, Tahmasp I, Humayun een leger ter beschikking stelde keerde hij terug naar Afghanistan om in 1545 de steden Kandahar en Kabul te veroveren op zijn opstandige broers. Hamida werd in Kabul herenigd met haar zoontje Akbar.
Toen Humayun in 1555 met zijn flink gegroeide leger eropuit trok om Hindoestan te heroveren, bleef Hamida achter in Kabul. Ze zag Humayun niet meer terug want hoewel hij erin slaagde Delhi te heroveren, overleed hij in januari 1556 als gevolg van een val van een trap. De 13-jarige Akbar werd tot keizer gekroond, maar zijn gezag werd betwist door een aantal pretendenten. Humayuns generaal Bairam Khan, die als regent was aangesteld, stelde de troon veilig in de daarop volgende jaren. In 1558 was Akbars gezag stevig genoeg om zijn moeder met de rest van de hofhouding over te laten brengen uit Kabul naar Agra.
Hamida Banu had als moeder van de keizer een vooraanstaande plek aan het hof. Ze maakte in 1575 een bedevaartreis naar Mekka. Toen Akbars zoon prins Salim (de latere keizer Jehangir) in 1600 in opstand kwam tegen zijn vader, hielp zij een verzoening te bewerkstelligen. Ze overleed in 1604. Akbar overleefde haar slechts een jaar.